# Stevige hand
De Stevige hand is een bijzondere knoop die in de praktijk niet veel voorkomt. Het zijn twee in elkaar geweven halve knopen, net als bij de bandknoop, de manier van weven is alleen anders.